# Linda Vista (Chiapas)
Linda Vista es una localidad del municipio de Larráinzar ubicado en la región de Los Altos del estado mexicano de Chiapas.

## Geografía
La localidad de Linda Vista se sitúa en las coordenadas geográficas 16°52′21″N 92°43′35″O / 16.872500, -92.726389, a una elevación de 1,977 metros sobre el nivel del mar.

## Demografía
Según el Censo de Población y Vivienda 2020, efectuado por el Instituto Nacional de Estadística y Geografía, la localidad de Linda Vista tiene 18 habitantes, de los cuales 9 son del sexo masculino y 9 del sexo femenino. Su tasa de fecundidad es de 4.75 hijos por mujer y tiene 4 viviendas particulares habitadas.
| Gráfica de evolución demográfica de Linda Vista entre 2010 y 2020 |
|                                                                   |
| INEGI.                                                            |